# 类黑褐穗薹草
类黑褐穗薹草（学名：Carex atrofuscoides）为莎草科薹草属下的一个种，是中国的特有植物。分布在中国大陆的陕西、四川西部、西藏、青海西部等地，生长于海拔3,400米至4,700米的地区，多生长于高山草甸或高山灌丛草甸，目前尚未由人工引种栽培。

## 扩展阅读
- 維基物種上的相關：类黑褐穗薹草